# Wein- und Sektgut Barth
Das Wein- und Sektgut Barth ist ein Weingut im Rheingau. Das in Hattenheim ansässige Familienunternehmen keltert Weiß- und Rotweine und ist seit 1999 Mitglied im Verband Deutscher Prädikatsweingüter (VDP).

## Geschichte
1948 gründete Johann Barth das Weingut Hans Barth in Hattenheim, 1956 wurden die ersten Flaschenweine abgefüllt und verkauft. 1973 stieg Norbert Barth, Sohn von Hans Barth, nach seiner Winzerlehre auf Schloss Reinhartshausen in den elterlichen Betrieb ein. 1989 wurde der Betrieb erweitert, indem eine Halle für Kelterung, Abfüllung, Lagerreifung der Flaschenweine, Sektgärraum, Rüttel-, Degorgier- und Versandlager erbaut wurde.
1999 trat das Weingut dem VDP bei. Seit 2000 pflanzt das Weingut in Zusammenarbeit mit der Forschungsanstalt Geisenheim als erstes Weingut im Rheingau einen Weinberg mit Cabernet-Sauvignon-Reben an. 2009 vergrößerte man die Betriebsfläche durch Zupachtung von Hallgartener und Oestricher Lagen auf 19,5 ha. Christine Barth, Enkelin von Johann Barth und Tochter von Norbert Barth, stieg nach dem Studium in das Familienweingut mit ein. 2010 präsentierte man den ersten Barth Primus aus dem 2007 Riesling Erstes Gewächs Hattenheim Hassel. Es ist der erste und einzige Sekt Deutschlands aus dem VDP-klassifizierten Erstes-Gewächs-Wein.
Das Weingut ist mit den zugehörigen Rebflächen hat die Rechtsform GbR, der Vertrieb wird von einer GmbH unter der Firma Barth GmbH Wein und Sekthaus abgewickelt. Die Vertriebs-GmbH gilt als kleine Kapitalgesellschaft.

## Produkte und Lagen
Seit dem Jahre 1992 findet die komplette Versektung im Weingut nach der traditionellen Flaschengärmethode statt. Die Sekte werden aus Riesling-, Pinot- und Spätburgunder-Trauben gewonnen.
Der Rebsortenspiegel der Weine wird rheingautypisch mit 73 % vom Riesling angeführt, gefolgt von 20 % Spätburgunder, sowie 5 % Weißer Burgunder und 2 % Cabernet Sauvignon.
Zu den Lagen des Weinguts gehören Hattenheim Schützenhaus, Hattenheim Hassel, Hattenheim Wisselbrunnen, Hallgarten Jungfer, Hallgarten Hendelberg, Hallgarten Schönhell, Oestrich Lenchen und Oestrich Doosberg.

## Auszeichnungen
- 3 Trauben Gault Millau 2014
- 3 Sterne Eichelmann Weinführer 2014
- 2 Punkte Feinschmecker Weinführer 2014
- 3 Sterne Wein-Plus 2014[2]